# Larisa Arap
Larisa Ivánovna Arap (Арап, Лариса Ивановна), nació en 1958 en la ciudad de Múrmansk, Rusia. Es una periodista, defensora de los derechos humanos, y activista del Frente Cívico Unido ( Объединённый Гражданский Фронт)
.
Se han presentado indicios de que Larisa Arap ha sido víctima de abuso psicológico por autoridades rusas.

## Trayectoria
Se estima que durante el verano del 2007 Larisa fue víctima de abuso psicológico
 - (se reproduce aquí la foto de esta última publicación).
El 8 de junio de 2007, la gaceta de la oposición "marsh nesoglásnyj" ("Марш несогласных", que significa "La marcha de los que no están de acuerdo") publicó el artículo
'Дурдом', "Durdom" (ver psijushka) por Ilona Nóvikova (este artículo se ha replicado en la página de Gari Kaspárov), sobre abuso de niños en una clínica psiquiátrica. Este artículo estaba basado en las observaciones de Larisa Arap desde el año 2006, en que había visitado el hospital psiquiátrico, artículo que no fue bien recibido por las autoridades médicas. 
El 5 de julio, la propia Larisa fue detenida y obligada a tratamiento médico involuntario en el hospital psiquiátrico de la ciudad de Severomorsk. A los familiares no se les proporcionó información sobre ella.
Durante un mes, Larisa ha obtenido reconocimiento internacional por su hospitalización no voluntaria en la clínica psiquiátrica de la ciudad de Apatity (Апатиты), en la península de Kola, que se estima ha sido realizada en violación de las leyes. Existen opiniones que defienden que el caso de Larisa Arap merece aún mayor atención.